# 隼町 (屏東市)

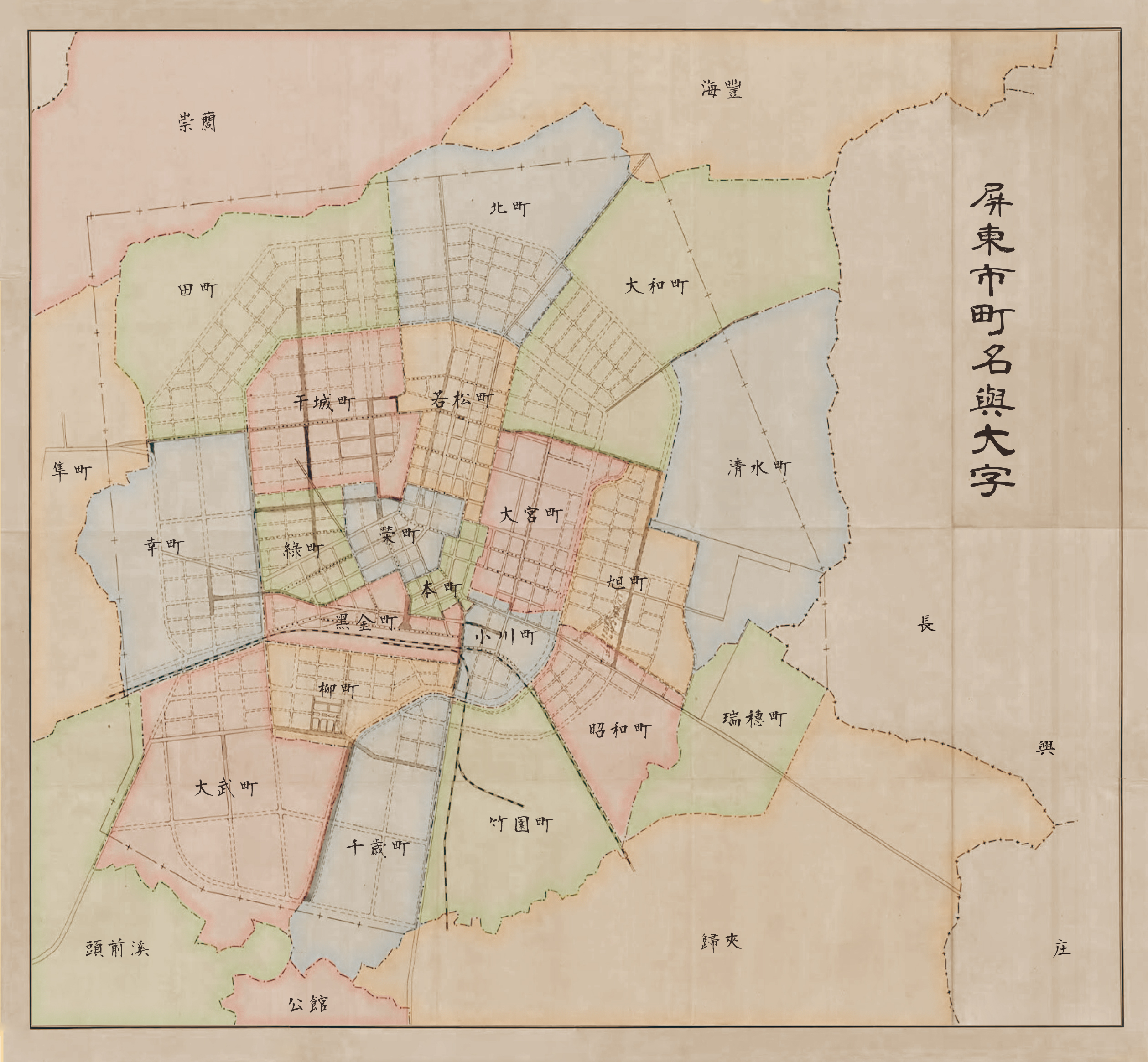
屏東市町名與大字

隼町是台灣日治時期屏東市之行政區，因臨近的屏東飛行場配置的一式戰鬥機「隼」而得名。隼町及周邊一帶因日治時代的陸軍航空隊和戰後的空軍，所以是航空單位官舍的聚集地。隼町約今崇蘭舊路、勝利路一帶。

## 町內設施

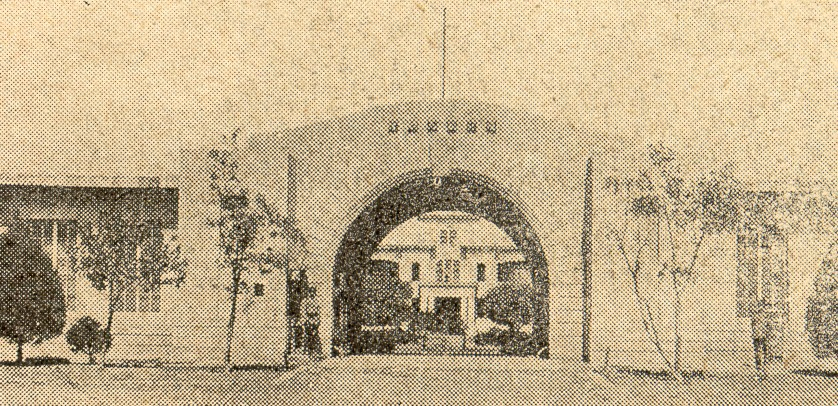
屏東飛行第八聯隊

- 陸軍飛行第八聯隊
- 屏東陸軍飛行場
- 屏東航空廠
- 臺灣總督府殖產局附屬六塊厝苗圃